# Pastiglia

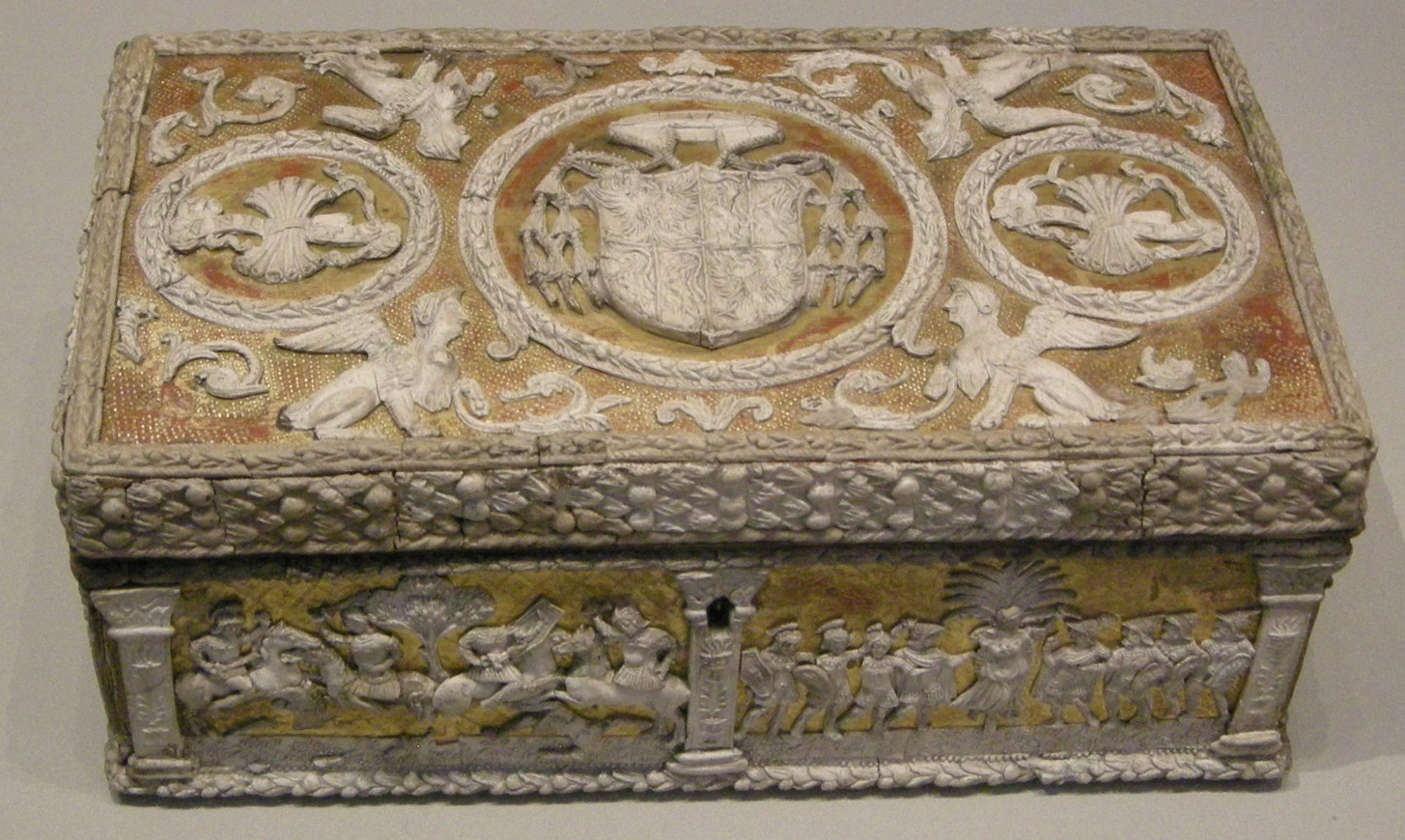
Szkatułka wykonana dla kardynała Bernarda Clézio, ok. 1530-1538, Victoria and Albert Museum.

Pastiglia – technika zdobnicza stosowana w meblarstwie włoskim w XV- XVII wieku. Polegała na naklejaniu do drewnianego podłoża tkaniny, którą następnie pokrywano  za pomocą pędzla gęstą masą. Masa składała się z mieszaniny gipsu i kleju. Następnie za pomocą niewielkich metalowych matryc wyciskano wzór na wilgotnym podłożu; zastosowanie wielu matryc pozwalało osiągnąć złożony  efekt końcowy. Po całkowitym wyschnięciu pasty wykonywano drobne szczegóły za pomocą noża. Na końcu całość była malowana lub pokrywana cienkimi blaszkami różnych metali, w przypadku drogich mebli było to złoto. Wykonane w ten sposób zdobienie było lekko wypukłe.